# Neuer Ebracher Hof

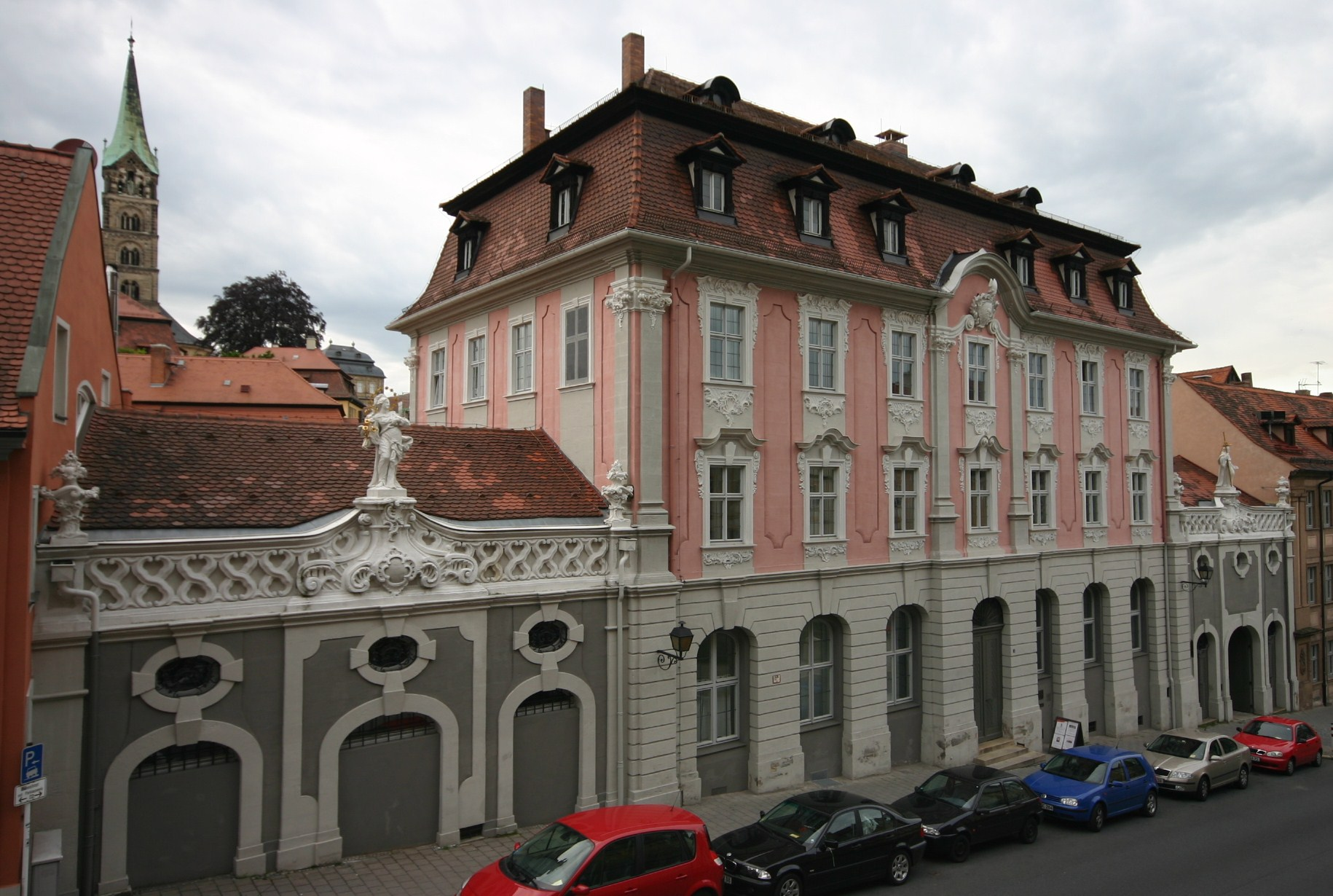
Blick von der Oberen Pfarre aus auf den Neuen Ebracher Hof nach dessen Renovierung

Der Neue Ebracher Hof ist ein denkmalgeschütztes Gebäude in Bamberg. Es handelt sich um das  Stadtpalais des Klosters Ebrach aus dem 18. Jahrhundert.

## Baugeschichte
Der Neue Ebracher Hof, Unterer Kaulberg 4, schließt in Verlängerung zum Dom hin an den Alten Ebracher Hof, Vorderer Bach 4, an.
Das Grundstück am Kaulberg erwarb das Kloster Ebrach zwischen 1200 und 1213, doch erst 1547 wurde das anschließende Grundstück, heute Vorderer Bach 5 (Haus zum Esel), dazuerworben.
Abt Hieronymus II. Held von Ebrach gab in den 1760ern einen Neubau in Auftrag. Die Pläne waren 1760 dem Fürstbischof Adam Friedrich von Seinsheim vorgelegt und von ihm genehmigt worden, jedoch mit der Empfehlung, den Bau erst nach der Beilegung  nachbarlicher Widerstände zu beginnen.
Die Pläne gerieten ins Stocken, weil die Polizeikommission seit 1756 gefordert hatte, die Straße am Kaulberg zu verbreitern. Die genehmigte Bauvorlage für den Ebracher Hof wurde daher zurückgenommen. Kloster Ebrach ließ trotzdem auf den alten Grenzen durch den Maurermeister Martin Mayer den Neubau errichten. Der Rohbau wurde jedoch abgebrochen und nach einem Ausgleichsvorschlag und dem Abbruch weiterer erworbener Anwesen 1763 die planierte Fläche dem Kloster übergeben.
Spätestens 1765 wurde auf den neu festgesetzten Grundstücksgrenzen der zweite Neubau begonnen, der 1767/1768 vollendet war. Am Gesamtbau waren folgende Handwerker beteiligt:
- Martin Mayer aus Bamberg, Stadtmaurermeister, dieser erhob auch den Anspruch, der Architekt gewesen zu sein
- Joseph Clemens Madler, Zimmermeister
- Ferdinand Dietz, Bildhauer.

1910 wurden die Plastiken auf den Flügelbauten abgenommen und vom 23. bis 26. Februar 1914 durch Kopien, welche der Bildhauer Johann Speth geschaffen hatte, ersetzt.

## Beschreibung
Das Gebäude im Stil des Barock besitzt eine aufwendig gegliederte repräsentative Fassade, niedrige Anbauten
und ein Mansarddach. Die Pilaster und Figuren an der Fassade stammen von Ferdinand Dietz.
Im Mittelrisalit befindet sich das Wappen des Abtes Hieronymus II. Held, das sich zusammensetzt aus den Kloster-Motiven (Zisterzienserbalken, Löwe, rückschauender Eber mit Krummstab im Maul) und dem persönlichen, redenden Motiv für den Abt selbst, dem Helden, einem Gerüsteten mit Schwert und Schild, den ein Kreuz ziert (die Interpretation als Bamberger Stadtwappen ist irrig).

## Heutige Nutzung
Mit der Säkularisation wurde der Neue Ebracher Hof Staatsbesitz und Verwaltungsgebäude diverser Ämter. Heute enthält er eine Außenstelle des Internationalen Künstlerhauses Villa Concordia mit Wohnungen und Ateliers für Musiker und Bildende Künstler.